# FLOSS Festival
Das FLOSS Festival, früher auch Kulturfloss, S isch im Fluss oder IMFLUSS Festival genannt, ist ein jährlich von Ende Juli bis Mitte August stattfindendes Musikfestival am Basler Rheinufer in der Schweiz.
Während drei Wochen werden auf einer schwimmenden Bühne im Rhein bei der Mittleren Brücke 17 Konzerte von nationalen und internationalen Bands und Solokünstlern geboten. Die rund 50‘000 Zuschauer, die das Festival alljährlich erreicht, geniessen das kostenlose Musikprogramm vom Ufer aus. Gründer und Veranstalter von Imfluss ist Tino Krattiger, Unternehmer, Regisseur, Architekt, Kulturaktivist, ehemaliger Grossrat (Kantons- und Stadtparlament in Basel-Stadt) und Kleinbasler.

## Konzept und Musikprogramm
Das FLOSS hat es sich von Anfang an zum Ziel gesetzt, Kulturvermittlung zwischen den Generationen im öffentlichen Raum zu betreiben – und das kostenlos. Darüber hinaus ist es ein Projekt mit einem sozialen Anspruch, weil es allen Menschen Kultur zugänglich macht, vermittelnd und kommunikativ wirkt und so Struktur und Integration im öffentlichen Raum herstellt.
Auf der Bühne im Rhein stehen jedes Jahr sowohl nationale wie auch internationale Künstler. Dazu gehörten in den vergangenen Jahren unter anderem Marla Glen, Glenn Kaiser Band, Mungo Jerry, Jamie Lidell, Edoardo Bennato, Nits, Saint Etienne, Katzenjammer, Kitty, Daisy & Lewis, Marc Storace, Vintage Trouble, Eluveitie, Boy & Bear, Dan Croll, Yasimne Hamdan, Young Fathers, Bombino, Wallis Bird, Graham Candy, Philipp Poisel, Element of Crime, Stiller Has, Patent Ochsner, Plüsch, Polo Hofer, Lovebugs, Pippo Pollina, Sens Unik, Span, Sina, George Gruntz, Natacha, Philipp Fankhauser, Bastian Baker, Ritschi, Goran Bregovic, Stress, Anna Rossinelli und Nicole Bernegger.

## Geschichte
Im Jahr 2000 ankerte das FLOSS zum ersten Mal am Basler Rheinufer und fand sofort ein begeistertes Publikum. Mit dem Erfolg und der zunehmenden Mediterranisierung des Rheinufers entstand aber auch eine hitzige Debatte um den öffentlichen Raum. Die veränderte Nutzung traf damals auf Lärm- und Bewilligungsvorschriften der öffentlichen Hand, welche sich den neuen Bedürfnissen noch nicht anpasst hatten. Der Wunsch nach Ruhe auf der einen Seite sowie derjenige nach Kultur und Leben im öffentlichen Raum auf der anderen standen sich diametral gegenüber. Das FLOSS war einer der Treiber in der Entwicklung der neuen Nutzungsformen und es erstaunt darum nicht, dass die Bewilligung dafür von einzelnen Anwohnern bis vor dem Bundesgericht angefochten wurde.
Im Verfahren ging es um ein Abwägen der unterschiedlichen Standpunkte von Befürwortern und Gegnern. Die Gegner glaubten, das Projekt an sich sei der Grund für die Lärmimmissionen am Rhein, während das FLOSS argumentierte, dass gerade die interaktive Vermittlung zu einer Beruhigung führte.
Das Bundesgericht stützte die Ziele und Rahmenbedingungen der Veranstalter des Festivals in fast allen Einzelpunkten. Das gerichtliche Verfahren hatte den Nebeneffekt, dass die Leistungen dieses Kulturprojekts auf der obersten gerichtlichen Ebene der Schweiz anerkannt und gewürdigt wurden.